# Ebenhaeser
Ebenhaeser è un centro abitato sudafricano situato nella municipalità distrettuale di West Coast nella provincia del Capo Occidentale.

## Geografia fisica
Il piccolo centro abitato sorge lungo le rive del fiume Olifants a circa 260 chilometri a nord di Città del Capo.